# Federalno ministarstvo poljoprivrede, vodoprivrede i šumarstva
Federalno ministarstvo poljoprivrede, vodoprivrede i šumarstva (kraće FMPVŠ) je tijelo državne uprave u Federaciji Bosne i Herecegovine. Ovo ministarstvo vrši upravne, stručne i druge poslove utvrđene zakonom iz oblasti poljoprivrede, vodoprivrede, šumarstva i veterinarstva.
Osnovni dokumenti koji reguliraju rad ministarstva su:
- Zakon o poljoprivrednom zemljištu ("Službene novine FBiH" broj 2/98)
- Zakon o mjerama za unapređivanje stočastva ( "Službene novine FBiH" broj 23/98)
- Zakon o zadrugama ("Službene novine FBiH" broj 28/98)
- Zakon o vodama ("Službene novine FBiH" broj 18/98)
- Zakon o lijekovima koji se upotrebljavaju u veterinarstvu ("Službene novine FBiH" broj 15/98)

## Popis ministara
| ministar | ministar                  | od                 | do                | stranka  | zamjenik | zamjenik     | od                | do                 | stranka |
| -------- | ------------------------- | ------------------ | ----------------- | -------- | -------- | ------------ | ----------------- | ------------------ | ------- |
| 1.       | Ahmed Smajić              | 12. prosinca 1998. | 27. srpnja 2000.  | SDA      | -        | -            | -                 | -                  | -       |
| 2.       | Faruk Mekić               | 5. rujna 2000.     | 12. ožujka 2001.  | SDA      | -        | -            | -                 | -                  | -       |
| 3.       | Behija Hadžihajdarević    | 12. ožujka 2001.   | 14. veljače 2003. | SBiH     | 1.       | Kazimir Ivić | 12. ožujka 2001.  | 11. siječnja 2002. | NHI     |
| 3.       | Behija Hadžihajdarević    | 12. ožujka 2001.   | 14. veljače 2003. | SBiH     | 2.       | Krešo Pehar  | 23. travnja 2002. | 14. veljače 2003.  | NHI     |
| 4.       | Mladen Božić              | 14. veljače 2003.  | 30. ožujka 2007.  | HDZ BiH  | -        | -            | -                 | -                  | -       |
| 5.       | Damir Ljubić              | 30. ožujka 2007.   | 17. ožujka 2011.  | HDZ 1990 | -        | -            | -                 | -                  | -       |
| 6.       | Jerko Ivanković Lijanović | 17. ožujka 2011.   | 31. ožujka 2015.  | NSRzB    | -        | -            | -                 | -                  | -       |
| 7.       | Šemsudin Dedić            | 31. ožujka 2015.   | 28. travnja 2023. | SDA      |          |              |                   |                    |         |

## Vanjske poveznice
- Službene stranice Federalnog ministarstva poljoprivrede, vodoprivrede i šumarstva